# 唐芳林
唐芳林（1965年10月—），男，云南永胜人，中国林业生态学家、政治人物，长期从事国家公园规划研究。现任国家林业和草原局（国家公园管理局）党组成员、副局长。

## 生平
1988年毕业于西南林学院，分配至林业部西南林业勘察设计院（后改称国家林业局昆明勘察设计院）工作。1998年3月，任昆明勘察设计院副院长。1998年至2001年，曾在西藏自治区林业厅挂职工作3年。2007年，任国家林业局昆明勘察设计院院长、党委副书记。2018年，任国家林业和草原局国家公园管理办公室副主任。2019年，任国家林业和草原局草原管理司司长。2023年4月，升任国家林业和草原局副局长。

## 社会兼职
- 中国林学会第十一届理事会理事
- 中国野生动物保护协会秘书长（2018年－）[4]

## 荣誉
- “全国勘察设计行业建国七十年杰出人物”荣誉称号（2019年）
- 第十届梁希林业科学技术奖二等奖（2019年）

## 出版物
- 《国家公园理论与实践》（2017年）